# Dimitrie Popescu
Dimitrie Popescu (født 10. september 1961 i Straja, Rumænien, død 11. november 2023) var en rumænsk roer og olympisk guldvinder.
Popescu vandt sølv ved OL 1984 i Los Angeles i disciplinen toer med styrmand. Fire år senere, ved OL 1988 i Seoul, vandt han igen i sølvmedalje, denne gang i firer med styrmand. Ved OL 1992 i Barcelona blev han olympisk mester i firer med styrmand, mens han ved de samme lege var med til at vinde en bronzmedalje i toer med styrmand. Han deltog også ved OL 1996 i Atlanta.
Popescu vandt desuden fire VM-medaljer, heriblandt en guldmedalje i firer med styrmand ved VM 1989 i Jugoslavien.

## OL-medaljer
- 1992:  Guld i firer med styrmand
- 1984:  Sølv i toer med styrmand
- 1988:  Sølv i firer med styrmand
- 1992:  Bronze i toer med styrmand